# Oku-noto no Aenokoto
Oku-noto no Aenokoto is een ritueel en wordt doorgegeven van generatie op generatie door rijstboeren van  het schiereiland  Noto uit de prefectuur Ishikawa op Honshu, Japan.
Deze ceremonie is uniek binnen de oogstrituelen in Azië, omdat de heer van het huis de god van het rijstveld uitnodigt het huis binnen te komen. Mensen gedragen zich alsof de onzichtbare geest in het huis aanwezig is.
In december maakt de boer een maaltijd en roept de geest van het rijstveld op met het geluid van bonsende rijstkoekjes. In formele kleding verwelkomt hij zijn gast met een lantaarn. De boer laat de geest rusten in een gastenkamer en helpt hem met een bad en offert een maaltijd van bonen en vis. De geest zou een slecht gezichtsvermogen hebben en daarom moet de gastheer de maaltijd goed beschrijven als hij het eten opdient. 
Een soortgelijk ritueel vindt plaats voor het zaaien in februari. 
Er zijn verschillende varianten van deze ceremonie.
De UNESCO heeft het ritueel in 2009 op de Lijst van Meesterwerken van het Orale en Immateriële Erfgoed van de Mensheid geplaatst.